# Гефен, Йонатан
Йехонатан Гефен (ивр. יהונתן גפן‎; 22 февраля 1947, Нахалал, Северный округ — 19 апреля 2023, Beit Yitzhak-Sha'ar Hefer) — израильский поэт, писатель, лирик, журналист, сатирик, переводчик и драматург.

## Биография и творчество
Родился и вырос в мошаве Нахалаль. В 1965 году был призван в армию, проходил службу в воздушно-десантной бригаде. После окончания офицерских курсов служил в пехотной бригаде «Голани». В 1969 году уволился в запас по окончании военной службы в звании лейтенанта. Во время его службы в АОИ у Йехонатана Гефена умерла мать, Авива, которая была сестрой Моше Даяна. После увольнения в запас Йехонатан Гефен переехал в Тель-Авив и издал там свой первый сборник стихов.
В возрасте 23 лет Йехонатан уехал учиться в Лондон, где вскоре получил известие о самоубийстве своей сестры Нурит, и в 1972 году вернулся в Израиль. После окончательного переезда в Тель-Авив он получил еженедельную колонку в газете Маарив, которую ведёт по сегодняшний день.
С 19 лет Гефен сочиняет стихи для детей, которые завоевали широкую популярность. Особенно следует отметить сборник стихов «Шестнадцатая овца» (1978). Также Гефен написал ряд сатирических стихов для взрослых читателей и переводил английских поэтов и прозаиков.
Он — активный участник израильского шоу-бизнеса. В 1999 и 2002 годах опубликовал две книги в жанре исповеди «Дорогая женщина» и «Хороший материал». Он также сотрудничает с постановщиком Эльдадом Зивом и певцом Дэйвидом Броза, для которого написал альбом «Женщина, которая со мной».
Гефен был дважды женат. От первого брака с Нурит Макубар родилось двое детей: Авив Гефен и Шира Гефен, — которые тоже активны в израильском шоу-бизнесе.
Умер 19 апреля 2023 года в возрасте 76 лет, похоронен в мошаве Нахалаль.
Дочь писателя Шира Гефен пожертвовала все вещи из отцовского дома жителям группы палестинских деревень Масафер-Ята, которых власти Израиля планируют принудительно переселить на новое место.